# 삽질
삽질은 “쓸모 없는 일을 하다”는 뜻으로 사용되는 한국의 관용어이다. 삽질이란 어원의 기원은 일반적으로 군대에서 상급 간부들이 병사들에게 ‘규율’을 세우려는 의도로 쓸모 없는 일, 예를 들어 삽으로 땅을 판후 그걸 메꾸는 등의 것으로 이해되고 있으나, 간혹 공사판에서 중장비를 쓰면 될 것을 굳이 몸으로 때워 재정을 줄여보겠다는 의도로 삽을 열심히 드는 것으로 혼동하기도 한다.
주로 좋지 않은 뜻으로 쓰이며 삽질꾼을 비하하는 저의 또한 담겨 있으나 간혹 프로그래머들 사이에서는 코딩을 할 때 일정한 작업을 자동화하지 못하는 상태에서 반복적인 수작업을 하는 것 또한 “삽질”로 말하기도 한다.

## 같이 보기
- 신조어